# Zhang Yufei
Zhang Yufei (张雨霏S, Zhāng YǔfēiP; Xuzhou, 19 aprile 1998) è una nuotatrice cinese, specializzata nella farfalla e considerata una delle nuotatrici più promettenti sulla scena internazionale.

## Carriera
Al suo debutto internazionale, durante la tappa di Coppa del Mondo 2012 che si è svolta a Pechino, all'età di quattordici anni Zhang Yufei ha sconfitto nei 200 metri farfalla la campionessa olimpica di Pechino 2008 Liu Zige. Ha preso parte ai Giochi olimpici giovanili di Nanchino 2014 vincendo complessivamente tre medaglie d'oro in staffetta e due argenti nei 100m farfalla e nei 200m farfalla. A dicembre dello stesso ha disputato i mondiali in vasca corta di Doha ottenendo la medaglia di bronzo nei 400m stile libero. 
Negli anni successivi si impone come nuotatrice di primo piano a livello mondiale, specialmente nella specialità dei 200 metri farfalla. Vanta in totale dieci medaglie ai Giochi olimpici (due ori, tre argenti e cinque bronzi), undici medaglie ai campionati mondiali di nuoto (di cui due d'oro) e sei medaglie ai mondiali in vasca corta. Ha conquistato inoltre nove ori alle Universiadi (tutti nell'edizione casalinga di Chengdu 2023) ed altrettanti nei Giochi asiatici. Nel 2023 è stata nominata MVP dei XIX Giochi asiatici ad Hangzhou.

## Palmarès
- Giochi olimpici

Tokyo 2020: oro nei 200m farfalla e nella 4x200m sl, argento nei 100m farfalla e nella 4x100m misti mista.
Parigi 2024: argento nella 4x100m misti mista, bronzo nei 50m sl, nei 100m farfalla, nei 200m farfalla, nella 4x100m sl e nella 4x100m misti.
- Mondiali

Kazan' 2015: bronzo nei 200m farfalla e nella 4x200m sl.
Budapest 2017: bronzo nella 4x100m misti mista.
Budapest 2022: bronzo nei 50m farfalla, nei 100m farfalla e nei 200m farfalla.
Fukuoka 2023: oro nei 100m farfalla e nella 4x100m misti mista, argento nei 50m farfalla, bronzo nei 50m sl e nella 4x100m sl.
Singapore 2025: argento nella 4x100m misti mista, bronzo nella 4x100m misti.
- Mondiali in vasca corta

Doha 2014: bronzo nei 400m sl.
Windsor 2016: bronzo nei 200m farfalla.
Hangzhou 2018: argento nella 4x100m misti.
Abu Dhabi 2021: oro nei 200m farfalla, bronzo nella 4x100m misti.
Melbourne 2022: bronzo nei 50m farfalla.
- Giochi asiatici

Incheon 2014: oro nella 4x100m sl.
Giacarta 2018: oro nei 200m farfalla e nella 4x100m misti mista, argento nei 100m farfalla.
Hangzhou 2023: oro nei 50m sl, nei 50m farfalla, nei 100m farfalla, nei 200m farfalla, nella 4x100m sl e nella 4x100m misti mista.
- Universiadi

Chengdu 2023: oro nei 50m sl, nei 100m sl, nei 50m farfalla, nei 100m farfalla, nella 4x100m sl, nella 4x200m sl, nella 4x100m misti, nella 4x100m sl mista e nella 4x100m misti mista.
- Campionati asiatici

Tokyo 2016: argento nei 200m farfalla e nella 4x100m misti.
- Giochi olimpici giovanili

Nanchino 2014: oro nella 4x100m sl, nella 4x100m misti e nella 4x100m misti mista, argento nei 100m farfalla e nei 200m farfalla.

## Primati personali
I suoi primati personali in vasca da 50 metri sono:
- 50 m stile libero: 24"29 (2021)
- 100 m stile libero: 52"90 (2020)
- 200 m stile libero: 1'57"22 (2021)
- 200 m stile libero: 4'07"72 (2015)
- 50 m delfino: 25"66 (2021)
- 100 m delfino: 55"62 (2021)
- 200 m delfino: 2'03"86 (2021)

I suoi primati personali in vasca da 25 metri sono:
- 200 m stile libero: 1'55"26 (2016)
- 400 m stile libero: 3'59"51 (2014)
- 100 m delfino: 55"87 (2018)
- 200 m delfino: 2'03"09 (2018)